# 丁峤
丁峤（1924年—1995年8月12日），男，湖北武汉人，中华人民共和国政治人物。

## 生平
抗日战争期间，加入新四军，担任新四军战地服务团团员、文艺工作团副队长。第二次国共内战期间，担任华东野战军文工团第一团副团长。
中华人民共和国成立后，1976年，担任中华人民共和国文化部电影局副局长、文化部副部长；后改任中华人民共和国广播电影电视部副部长，国务院重大价史题材影视创作领导小组组长。
1995年8月12日，在北京逝世。